# ألكسندر جونسون (كاتب)
ألكسندر جونسون (بالنرويجية: Alexander Johnson) (و. 1910 – 1989 م) هو قسيس، وكاتب سير نرويجي، ولد في أنتسيرابي، توفي عن عمر يناهز 79 عاماً.

## مناصب
تولى منصب أسقف
- أسقف.

## التعليم
تعلم في الكلية الكاتدرائية في أوسلو ‏.